# Hornersville (Misuri)
Hornersville es una ciudad ubicada en el condado de Dunklin en el estado estadounidense de Misuri. En el Censo de 2010 tenía una población de 663 habitantes y una densidad poblacional de 326,51 personas por km².

## Geografía
Hornersville se encuentra ubicada en las coordenadas 36°2′25″N 90°6′59″O / 36.04028, -90.11639. Según la Oficina del Censo de los Estados Unidos, Hornersville tiene una superficie total de 2.03 km², de la cual 2.02 km² corresponden a tierra firme y (0.38%) 0.01 km² es agua.

## Demografía
Según el censo de 2010, había 663 personas residiendo en Hornersville. La densidad de población era de 326,51 hab./km². De los 663 habitantes, Hornersville estaba compuesto por el 96.98% blancos, el 0% eran afroamericanos, el 1.21% eran amerindios, el 0% eran asiáticos, el 0% eran isleños del Pacífico, el 0.3% eran de otras razas y el 1.51% pertenecían a dos o más razas. Del total de la población el 5.43% eran hispanos o latinos de cualquier raza.